# Linda Thomas-Greenfield
Linda Thomas-Greenfield (Baker, 1952) es una diplomática estadounidense, miembro del Bureau of African Affairs del Departamento de Estado entre 2013 y 2017. En 2020, el presidente electo Joe Biden anunció su intención de nominar a Thomas-Greenfield al cargo de Embajadora de los Estados Unidos ante las Naciones Unidas.

## Carrera profesional
Antes de trabajar en el sector público, Thomas-Greenfield enseñó ciencias políticas en la Bucknell University. Ha trabajado en la Oficina de Población, Migración y Refugio (2004-2006), como Embajadora de Estados Unidos en Nigeria (2008-12) y como directora general del servicio diplomático estadounidense (United States Foreign Service) (2012-2013) Durante su mandato como Embajadora en Nigeria, su correspondencia fue atacada por Wikileaks. En uno de los correos, Thomas-Greenfield proponía que se enjuiciara al político liberiano y criminal de guerra Charles Ghankay Taylor en Estados Unidos.
En 2017, tras años de experiencia de servicio público, Trump ordenó su cese inmediato en lo que fue descrito como una "purga" del Departamento de Estado.